# Team Sparebanken Sør
El Team Sparebanken Sør (codi UCI: TSS), conegut anteriorment com a Plussbank, és un equip ciclista noruec de categoria continental. Creat el 2010, competeix principalment als circuits continentals de ciclisme.
No s'ha de confondre amb el Team Sparebanken Vest.

## Principals victòries
- Roserittet: Bjørn Tore Hoem (2012)
- Fyn Rundt: Andreas Vangstad (2015)
- Sundvolden GP: Andreas Vangstad (2016)
- Gran Premi Ringerike: Trond Håkon Trondsen (2016)
- Baltic Chain Tour: Herman Dahl (2017)

### Grans Voltes
- Tour de França
  - 0 participacions

- Giro d'Itàlia
  - 0 participacions

- Volta a Espanya
  - 0 participacions

## Composició de l'equip
| \| Llista de l'equip 2015 \| Llista de l'equip 2015 \| Llista de l'equip 2015 \| Llista de l'equip 2015 \| \| Ciclista \| Data de naixement \| Equip previ \| \| \| ------------------------- \| ---------------------- \| ------------------------------- \| ---------------------- \| \| Vegard Robinson Bugge \| 7 de desembre de 1989 \| Joker (2014) \| \| \| Herman Dahl \| 24 de novembre de 1993 \| Kristiansands Cykleklubb (2014) \| \| \| Andreas Erland \| 31 de agost de 1992 \| \| \| \| Carl Fredrik Hagen \| 26 de setembre de 1991 \| Oslo Sportslager (2014) \| \| \| Jørgen Rydland Hodnebrog \| 24 de juliol de 1990 \| \| \| \| Christian Erwan Kaggestad \| 14 de setembre de 1995 \| \| \| \| Thomas Larsen \| 22 de maig de 1994 \| \| \| \| Morten Mørland \| 5 de desembre de 1986 \| \| \| \| Fridtjof Røinås \| 2 de agost de 1994 \| Grimstad Sykleklubb (2012) \| \| \| Petter Schmidt \| 20 de desembre de 1994 \| \| \| \| Trond Håkon Trondsen \| 8 de abril de 1994 \| Frøy-Bianchi (2014) \| \| \| Andreas Vangstad \| 24 de març de 1992 \| Kristiansands Cykleklubb (2013) \| \| \| Kristian Aasvold \| 30 de maig de 1995 \| \| \| \| \| \| \| \| \| Font: ProCyclingStats \| \| \| \| |                        |                                 |  |
| Llista de l'equip 2015 |                        |                                 |  |
| Ciclista | Data de naixement      | Equip previ                     |  |
| Vegard Robinson Bugge | 7 de desembre de 1989  | Joker (2014)                    |  |
| Herman Dahl | 24 de novembre de 1993 | Kristiansands Cykleklubb (2014) |  |
| Andreas Erland | 31 de agost de 1992    |                                 |  |
| Carl Fredrik Hagen | 26 de setembre de 1991 | Oslo Sportslager (2014)         |  |
| Jørgen Rydland Hodnebrog | 24 de juliol de 1990   |                                 |  |
| Christian Erwan Kaggestad | 14 de setembre de 1995 |                                 |  |
| Thomas Larsen | 22 de maig de 1994     |                                 |  |
| Morten Mørland | 5 de desembre de 1986  |                                 |  |
| Fridtjof Røinås | 2 de agost de 1994     | Grimstad Sykleklubb (2012)      |  |
| Petter Schmidt | 20 de desembre de 1994 |                                 |  |
| Trond Håkon Trondsen | 8 de abril de 1994     | Frøy-Bianchi (2014)             |  |
| Andreas Vangstad | 24 de març de 1992     | Kristiansands Cykleklubb (2013) |  |
| Kristian Aasvold | 30 de maig de 1995     |                                 |  |
| |                        |                                 |  |
| Font: ProCyclingStats |                        |                                 |  |

| \| Llista de l'equip 2016 \| Llista de l'equip 2016 \| Llista de l'equip 2016 \| Llista de l'equip 2016 \| \| Ciclista \| Data de naixement \| Equip previ \| \| \| --------------------------------------- \| ---------------------- \| ------------------------------- \| ---------------------- \| \| Kristian Aasvold \| 30 de maig de 1995 \| \| \| \| Herman Dahl \| 24 de novembre de 1993 \| Kristiansands Cykleklubb (2014) \| \| \| Andreas Erland \| 31 de agost de 1992 \| \| \| \| Carl Fredrik Hagen \| 26 de setembre de 1991 \| Oslo Sportslager (2014) \| \| \| Christian Erwan Kaggestad \| 14 de setembre de 1995 \| \| \| \| Åge Ljøstad Nilsen \| 1 de gener de 1995 \| \| \| \| Fridtjof Røinås \| 2 de agost de 1994 \| Grimstad Sykleklubb (2012) \| \| \| Petter Theodorsen \| 4 de abril de 1995 \| Ringeriks-Kraft (2015) \| \| \| Trond Håkon Trondsen \| 8 de abril de 1994 \| Frøy-Bianchi (2014) \| \| \| Andreas Vangstad \| 24 de març de 1992 \| Kristiansands Cykleklubb (2013) \| \| \| \| \| \| \| \| Fonts: ProCyclingStats Cycling Archives \| \| \| \| |                        |                                 |  |
| Llista de l'equip 2016 |                        |                                 |  |
| Ciclista | Data de naixement      | Equip previ                     |  |
| Kristian Aasvold | 30 de maig de 1995     |                                 |  |
| Herman Dahl | 24 de novembre de 1993 | Kristiansands Cykleklubb (2014) |  |
| Andreas Erland | 31 de agost de 1992    |                                 |  |
| Carl Fredrik Hagen | 26 de setembre de 1991 | Oslo Sportslager (2014)         |  |
| Christian Erwan Kaggestad | 14 de setembre de 1995 |                                 |  |
| Åge Ljøstad Nilsen | 1 de gener de 1995     |                                 |  |
| Fridtjof Røinås | 2 de agost de 1994     | Grimstad Sykleklubb (2012)      |  |
| Petter Theodorsen | 4 de abril de 1995     | Ringeriks-Kraft (2015)          |  |
| Trond Håkon Trondsen | 8 de abril de 1994     | Frøy-Bianchi (2014)             |  |
| Andreas Vangstad | 24 de març de 1992     | Kristiansands Cykleklubb (2013) |  |
| |                        |                                 |  |
| Fonts: ProCyclingStats Cycling Archives |                        |                                 |  |

| \| Llista de l'equip 2017 \| Llista de l'equip 2017 \| Llista de l'equip 2017 \| Llista de l'equip 2017 \| \| Ciclista \| Data de naixement \| Equip previ \| \| \| ---------------------- \| ---------------------- \| ------------------------------- \| ---------------------- \| \| Kristian Aasvold \| 30 de maig de 1995 \| \| \| \| Eirik Bruland \| 20 de febrer de 1995 \| \| \| \| Herman Dahl \| 24 de novembre de 1993 \| Kristiansands Cykleklubb (2014) \| \| \| Andreas Erland \| 31 de agost de 1992 \| \| \| \| Ludvik Holstad \| 1 de agost de 1998 \| \| \| \| Fridtjof Røinås \| 2 de agost de 1994 \| Grimstad Sykleklubb (2012) \| \| \| Mathias Skjold \| 20 de setembre de 1996 \| \| \| \| Petter Theodorsen \| 4 de abril de 1995 \| Ringeriks-Kraft (2015) \| \| \| Trond Håkon Trondsen \| 8 de abril de 1994 \| Frøy-Bianchi (2014) \| \| \| Andreas Vangstad \| 24 de març de 1992 \| Kristiansands Cykleklubb (2013) \| \| \| \| \| \| \| \| Font: ProCyclingStats \| \| \| \| |                        |                                 |  |
| Llista de l'equip 2017 |                        |                                 |  |
| Ciclista | Data de naixement      | Equip previ                     |  |
| Kristian Aasvold | 30 de maig de 1995     |                                 |  |
| Eirik Bruland | 20 de febrer de 1995   |                                 |  |
| Herman Dahl | 24 de novembre de 1993 | Kristiansands Cykleklubb (2014) |  |
| Andreas Erland | 31 de agost de 1992    |                                 |  |
| Ludvik Holstad | 1 de agost de 1998     |                                 |  |
| Fridtjof Røinås | 2 de agost de 1994     | Grimstad Sykleklubb (2012)      |  |
| Mathias Skjold | 20 de setembre de 1996 |                                 |  |
| Petter Theodorsen | 4 de abril de 1995     | Ringeriks-Kraft (2015)          |  |
| Trond Håkon Trondsen | 8 de abril de 1994     | Frøy-Bianchi (2014)             |  |
| Andreas Vangstad | 24 de març de 1992     | Kristiansands Cykleklubb (2013) |  |
| |                        |                                 |  |
| Font: ProCyclingStats |                        |                                 |  |

## Classificacions UCI

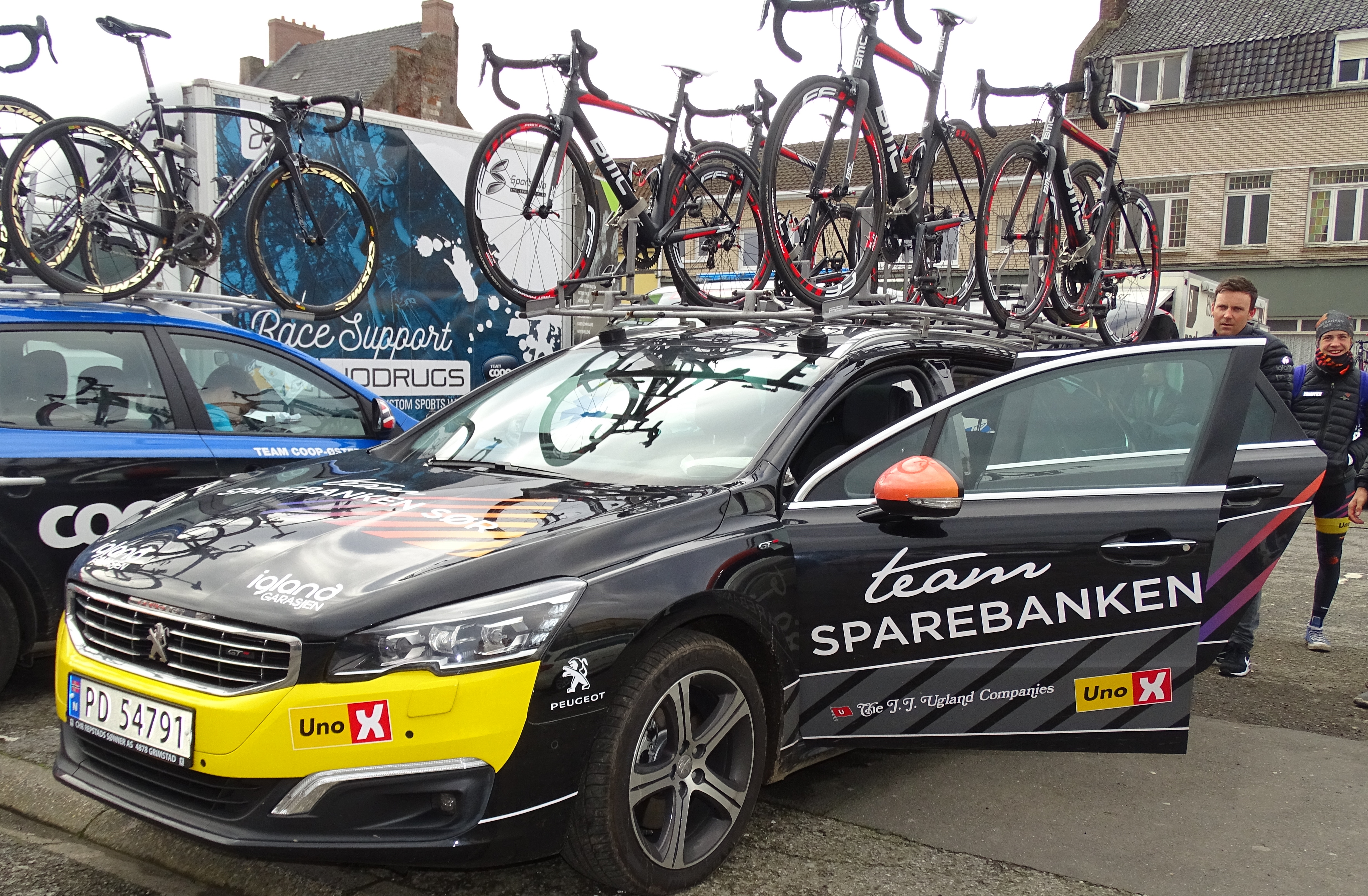
Vehicle de l'equip al 2016

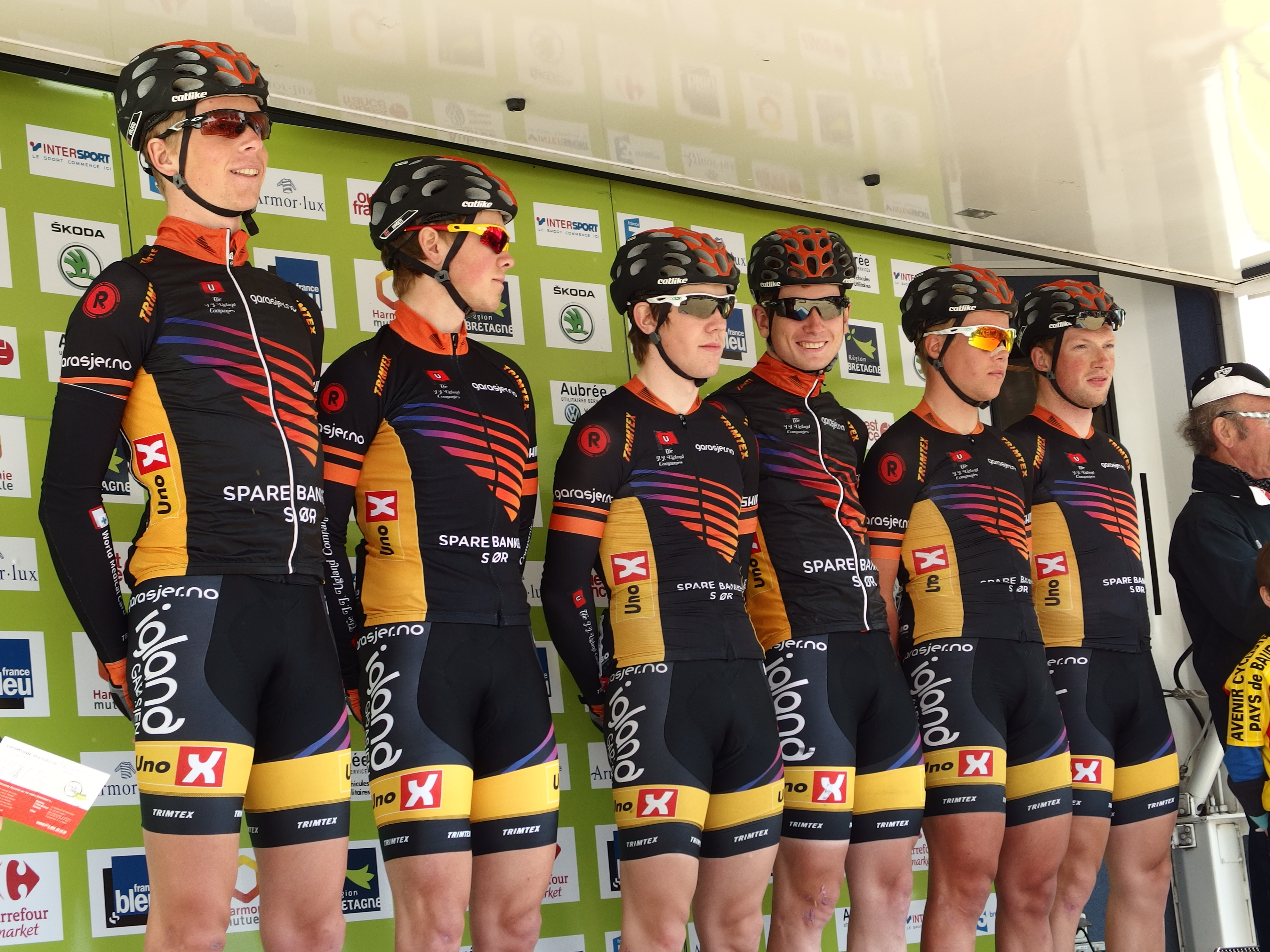
L'equip al 2015

A partir del 2010 l'equip participa en les proves dels circuits continentals i principalment en les curses del calendari de l'UCI Europa Tour.
UCI Amèrica Tour
| Temporada | Classificació per equips | Millor ciclista en la classificació individual |
| --------- | ------------------------ | ---------------------------------------------- |
| 2013      | 49è                      | Sondre Holst Enger (39è)                       |

UCI Europa Tour
| Temporada | Classificació per equips | Millor ciclista en la classificació individual |
| --------- | ------------------------ | ---------------------------------------------- |
| 2010      | 94è                      | Øystein Stake Laengen (479è)                   |
| 2011      | 105è                     | Lorents Ola Aasvold (821è)                     |
| 2012      | 106è                     | Bjørn Tore Hoem (622è)                         |
| 2013      | 67è                      | Sondre Holst Enger (73è)                       |
| 2014      | 102è                     | Bjørn Tore Hoem (450è)                         |
| 2015      | 82è                      | Andreas Vangstad (159è)                        |
| 2016      | 70è                      | Andreas Vangstad (573è)                        |
| 2017      | 67è                      | Andreas Vangstad (252è)                        |